# マネジリアル・マーケティング
マネジリアル・マーケティングとは経営学用語の一つ。企業のマーケティング活動というのは、経営者の管理の下で企業活動の中核として位置づけるという概念。これが行われることで、マーケティングというのは経営者の広い視野の中で行われるようになるというわけである。これはコンピュータの発達により計画を策定する技法として確立しつつあり、企業だけでなく非営利法人などといった組織の間でもマネジリアル・マーケティングが行われるようになっている。